# Planctoteuthis oligobessa
Planctoteuthis oligobessa R. E. Young, 1972) è una specie di calamaro appartenente alla famiglia Chiroteuthidae, descritta per la prima volta da Richard E. Young nel 1972. Questa specie è caratterizzata da dimensioni relativamente piccole, con una lunghezza massima del mantello di circa 76 mm.

## Descrizione
P. oligobessa presenta diverse caratteristiche distintive. Le braccia IV sono particolarmente lunghe, misurando tra il 121% e il 135% della lunghezza del mantello nei subadulti, e possiedono solo 2-4 ventose ciascuna. Le altre braccia variano in lunghezza dal 24% al 61% della lunghezza del mantello. I tentacoli sono dotati di clave simmetriche, con una lunghezza che varia dal 12% al 18% della lunghezza del mantello. Le ventose dei tentacoli sono prive di denti sull'anello interno e le clave non presentano carene. Gli occhi sporgono ventralmente dalla testa, una caratteristica distintiva del genere Planctoteuthis. Le pinne sono relativamente piccole, con una lunghezza compresa tra il 23% e il 33% della lunghezza del mantello. Il becco inferiore presenta una morfologia specifica, con dettagli descritti in studi approfonditi.

## Descrizione e habitat
P. oligobessa è stato documentato principalmente nelle acque al largo della California meridionale e della Baja California settentrionale. Alcune fonti suggeriscono una distribuzione estesa fino alle acque indonesiane. Questa specie abita profondità comprese tra 700 e 1200 metri, con una maggiore frequenza di cattura tra 1100 e 1200 metri, senza differenze significative tra il giorno e la notte.

## Biologia
Le informazioni sulla biologia di P. oligobessa sono limitate. Il fatto che l'olotipo sia una femmina gravida con uova mature di 1,5 mm di diametro e la presenza di spermatanghi all'interno dell'ovario suggeriscono che la fecondazione possa essere interna. Osservazioni effettuate con veicoli operati a distanza (ROV) hanno rivelato l'esistenza di una lunga coda decorativa, la cui funzione rimane sconosciuta, sebbene sia stato ipotizzato un possibile mimetismo protettivo con sifonofori.

## Tassonomia
Inizialmente descritta come Valbyteuthis oligobessa, la specie è stata successivamente assegnata al genere Planctoteuthis.